# Кущовик оливковий
Кущовик оливковий (Aethomyias arfakianus) — вид горобцеподібних птахів родини шиподзьобових (Acanthizidae). Ендемік Нової Гвінеї. Живе в тропічних вологих гірських лісах Центрального хребта.
Довгий час оливкового кущовика відносили до роду Кущовик (Sericornis), однак за результатами молекулярно-філогенетичного дослідження 2018 року він був віднесений до відновленого роду Aethomyias